# Мајк Џаџ
Мајкл Крејг Џаџ (енгл. Michael Craig Judge; Гвајакил, 17. октобар 1962) је амерички глумац, аниматор, писац, продуцент, режисер и музичар. Креирао је и режирао америчку хумористичку серију Бивис и Батхед као и Краљ брда. Опробао се и на филму режирајући веома успешне Канцеларијски простор и Идиократија, поред многих пројеката. Често ради и као гласовни глумац.